# Copelatus koreanus
Copelatus koreanus es una especie de escarabajo buceador del género Copelatus, de la subfamilia Copelatinae, en la familia Dytiscidae. Fue descrito por Mori en 1932.